# Groß Sperrenwalde
Groß Sperrenwalde ist ein zum Ortsteil Gollmitz gehörender bewohnter Gemeindeteil der Gemeinde Nordwestuckermark im Landkreis Uckermark in Brandenburg. Bis zum 1. Juli 1961 war der Ort eine eigenständige Gemeinde.

## Lage
Groß Sperrenwalde liegt in der Uckermark, acht Kilometer südwestlich der Kreisstadt Prenzlau. Umliegende Ortschaften sind Schmachtenhagen im Osten, Lindenhagen im Südosten, Ferdinandshof im Süden, Beenz im Südwesten, Kröchlendorff im Westen sowie Gollmitz im Nordwesten. Nördlich von Groß Sperrenwalde liegt der Standortübungsplatz Prenzlau.
Groß Sperrenwalde befindet sich an einem Abzweig westlich der Bundesstraße 109 (Templin–Prenzlau). Die Landesstraße 15 nach Lychen liegt etwa einen Kilometer nördlich des Ortes.

## Geschichte
Erstmals urkundlich erwähnt wurde Groß Sperrenwalde im Jahr 1472 mit der Schreibweise Sparrenwalde. Der Ortsname leitet sich von dem Nachnamen „Sparre“ ab. Die Flur von Groß Sperrenwalde war nachweislich schon im 13. Jahrhundert besiedelt, jedoch wurde der Ort während des 14. Jahrhunderts zu einer Wüstung. 1439 war die Feldmark Groß Sperrenwaldes geteilt, der größte Teil befand sich im Besitz der Adelsfamilie zu Arnim. Im 16. Jahrhundert wurde das Rittergut Groß Sperrenwalde neu gegründet. Der Ort wurde daraufhin Groß Sperrenwalde genannt, der Zusatz dient der Unterscheidung zu Klein Sperrenwalde.
Ab 1899 war Groß Sperrenwalde mit einer Bahnstation an die Bahnstrecke Löwenberg–Prenzlau angebunden. 1945 wurden die Gleise als Reparationsleistungen für die Sowjetunion abgebaut, 1953 erfolgte eine erneute Inbetriebnahme des Bahnhofes. Bereits am 30. September 1928 wurde der Gutsbezirk Groß Sperrenwalde in eine Landgemeinde umgewandelt. Groß Sperrenwalde gehörte bis 1952 zum Landkreis Prenzlau in der preußischen Provinz Brandenburg, bei der DDR-Kreisreform wurde die Gemeinde dem verkleinerten Kreis Prenzlau im Bezirk Neubrandenburg angegliedert. Am 1. Juli 1961 erfolgte die Eingemeindung nach Beenz. Seit der Wende und der brandenburgischen Kreisreform 1993 gehörte die Gemeinde Beenz mit Groß Sperrenwalde zum Landkreis Uckermark. Am 1. Mai 1998 wurde die Gemeinde Beenz aufgelöst und nach Gollmitz eingegliedert.
Gollmitz fusionierte am 1. November 2001 mit neun weiteren Kommunen zu der heutigen Gemeinde Nordwestuckermark, zu der Groß Sperrenwalde seitdem gehört.

## Sehenswürdigkeiten

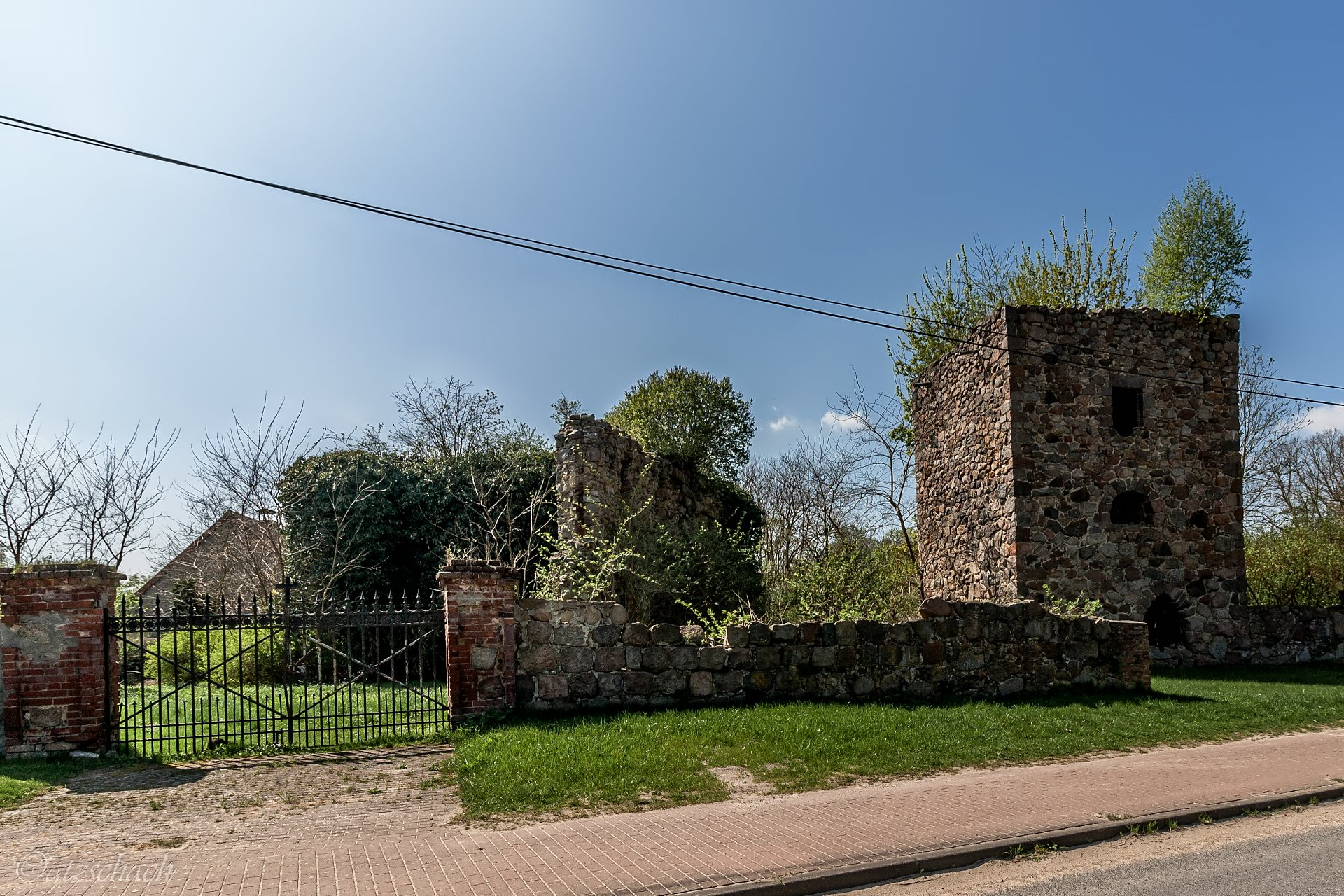
Kirchenruine Groß Sperrenwalde

- Die Kirchenruine Groß Sperrenwalde ist die Ruine einer Feldsteinkirche, die im 13. Jahrhundert im Zuge der ursprünglichen Dorfgründung entstand. Erhalten sind heute noch der rechteckige Kirchturm sowie Mauerteile des Kirchenschiffs. Die Kirche wurde im 15. Jahrhundert zerstört und bei der Neugründung Groß Sperrenwaldes im 16. Jahrhundert nicht wieder aufgebaut.[5]
- In Groß Sperrenwalde befindet sich zudem der Gutshof Groß Sperrenwalde mit Inspektorenhaus und Speicher. Die Gebäude entstanden zwischen 1905 und 1910, als der Gutsbesitzer Gerhardt von Arnim das Rittergut umfassend ausbauen ließ. Zu der Gutsanlage gehörte ursprünglich aus ein wesentlich älteres Herrenhaus, das im Zuge der Hoferweiterung saniert wurde. Nach dem Zweiten Weltkrieg wurde das Gebäude als Waisenhaus genutzt, bis es 1947 abbrannte.[3]

## Einwohnerentwicklung
| Jahr | Einwohner |
| ---- | --------- |
| 1875 | 115       |
| 1890 | 143       |
| 1910 | 207       |

| Jahr | Einwohner |
| ---- | --------- |
| 1925 | 230       |
| 1933 | 173       |
| 1939 | 182       |

| Jahr | Einwohner |
| ---- | --------- |
| 1946 | 426       |
| 1950 | 349       |

Gebietsstand des jeweiligen Jahres